# Ottorino Barassi
Ottorino Barassi (5 de octubre de 1898, Nápoles — 24 de noviembre de 1971, Roma) fue un dirigente deportivo italiano que tuvo como principal cargo en su carrera la vicepresidencia de la FIFA, además de haber sido secretario-general de la misma entidad y presidente de la Federación Italiana de Fútbol. Fue Cocreador de la UEFA y Cocreador de la Copa de Ferias.
Una anécdota en su vida fue que cuando estalla la Segunda Guerra Mundial, el trofeo Jules Rimet fue conservado por el último campeón, Italia. Ottorino Barassi retiró en secreto el trofeo de un banco en Roma y lo escondió en una caja de zapatos debajo de su cama para evitar que los nazis se apoderaran de él.
Barassi participó de la organización de las Copas de 1934 y 1950. Supervisó la Copa Río de 1951, acompañando de cerca la competición, escalando los árbitros y organizando el evento en general.
Entre 1968 y 1976, fue disputada la Copa Ottorino Barassi, entre clubes de Italia y de Inglaterra.